# Derecho de familia
Derecho de familia è un film del 2006 diretto da Daniel Burman.